# Бугайчук, Виктор Михайлович
Виктор Михайлович Бугайчук (укр. Віктор Михайлович Бугайчук; род. 19 ноября 1957 года, Северодонецк, Луганская область, УССР, СССР) — украинский государственный деятель, со 2 марта по 18 ноября 2014 года — председатель Полтавской областной государственной администрации (ПОГА).

## Биография

### Образование
В 1975 году Виктор Бугайчук окончил среднюю школу № 1 г. Северодонецка и поступил в Харьковский политехнический институт на факультет электромашиностроения, который окончил в 1981 году.

### Карьера
С 1981 по 1991 год Виктор Бугайчук работал инженером в Харьковском ПНУ № 413 на Кременчугском участке № 3. В 1991 году назначен директором АО «Электросервис».
С 1997 по 1999 год Виктор Бугайчук работал коммерческим директором завода коммунального оборудования, с 1999 по 2002 год — директором этого предприятия.
С 2002 года Виктор Бугайчук работает директором ЗАО "Кременчугская электротехническая компания «Ампер». С июля 2010 года назначен на должность председателя наблюдательного совета ООО «АВМ — Ампер».

### Политическая карьера
В 2010 году первоначально планировал идти от партии «Сильная Украина» кандидатом на пост мэра Кременчуга, но разошёлся с однопартийцами и пошёл на выборы от ВО «Свобода», набрав немногим более 4 % голосов (2841 голос). С 2010 года является депутатом и единственным представителем этой партии в Кременчугском городском совете.

#### Председатель Полтавской облгосадминистрации
2 марта 2014 года исполняющий обязанности Президента Украины Александр Турчинов указом № 216/2014 согласно статьям 112 и 118 Конституции Украины, назначил Виктора Бугайчука на должность председателя Полтавской областной государственной администрации.
15 июня председатель ПОГА подписал распоряжение № 159 «План мероприятий по координации информационной безопасности государства на территории области с 2014—2016 годах», согласно для товаров российского происхождения вводятся специальные маркировочные пометки «Товары из Российской Федерации», сами они должны будут размещаться на отдельной полке.
В конце июля Бугайчук поручил подготовить обращение к Верховной Раде с просьбой на законодательном уровне решить возможность продажи доли государственного имущества в предприятиях, которые находятся на стадии банкротства. Связано это с тем, что среди 28 предприятий в статусе банкротства, большая часть долгов (более 42,9 млн гривен из 55.1 млн.) принадлежит 9 предприятиям с государственной долей имущества: ОАО «Завод ГРЛ», ГП ПО «Знамя», ГП «Нафтогазгеология» и другие, а продать их имущество нельзя из-за этой доли.
19 августа Виктор Бугайчук подписал распоряжение «О мерах по устранению последствий господства тоталитарной идеологии бывшего СССР на территории Полтавской области». Согласно документу, с коммунальных учреждений области советская символика должна быть убрана к 1 сентября силами руководителей районных государственных администраций. Для горисполкомов распоряжение имеет рекомендательный характер.
14 октября Виктор Бугайчук обязал райгосадминистрации «избавить улицы, площади и учебные и другие заведения символов тоталитарной эпохи, что уничтожала украинский народ через голодоморы и репрессии». Тем самым до 24 ноября (годовщина Голодомора) планируется избавить регион от всех памятников Владимиру Ленину.
12 ноября Виктор Бугайчук подал в отставку с поста главы Полтавской ОГА в связи с тем, что его партия ВО «Свобода» после объявления результата парламентских выборов и формирования в Верховной Раде новой коалиции приняла решение о сложении полномочий своими министрами и председателями областных и районных государственных администраций.
18 ноября 2014 года указом № 887 президент Пётр Порошенко уволил Виктора Бугайчука с занимаемой должности председателя Полтавской областной государственной администрации.

## Доходы и имущество
В декларации за 2009 год Виктор Бугайчук задекларировал 169 тысяч гривен общего дохода, из них свыше 113 тысяч — зарплата, а 56 — доходы от акций и депозитов. Имелся земельный участок размером 32070 м² в селе Каменные Потоки, там же расположен дачный дом на 40 кв.м. Указаны две квартиры площадью 78 и 66 м², а также одна треть квартиры (11 кв.м.). Имеются автомобили: «ГАЗ-69» и «ГАЗ-33076».
После назначения председателем ПОГА и переезда в Полтаву снял там квартиру, оставив семью в Кременчуге.

## Семья
Женат. Есть двое сыновей — Михаил и Богдан.